# Herb Bolesławca (województwo łódzkie)
Herb Bolesławca – jeden z symboli miasta i gminy Bolesławiec, autorstwa Stefana Pietrasa, ustanowiony 5 marca 1997.

## Wygląd i symbolika
Herb przedstawia na tarczy w polu srebrnym ceglany mur blankowany z bramą, wieżę z dwoma okienkami strzelniczymi, nakryta ostrosłupowym, błękitnym dachem zwieńczonym złotą kulą, natomiast z lewej strony tarczę herbową, przedstawiającą srebrnego orła ze złotą koroną i szponami na czerwonym tle. Jest to historyczny herb Bolesławca, pochodzący z jego pieczęci. Mur w symbolach miast symbolizuje prawa miejskie, wieża nawiązuje do miejscowego zamku, a tarcza z orłem jest podkreśleniem przynależności do dóbr monarszych. 